# Пышминская улица (Екатеринбург)
Пышми́нская у́лица — исчезнувшая улица в жилом районе «Центральный» Железнодорожного административного района Екатеринбурга.

## Происхождение названия
Название улицы, вероятно, было связано с относительной близостью северной окраины города к долине второй по значимости в окрестностях Екатеринбурга реке — Пышме, и созвучного с ней населённого пункта. В советское время Пышминская улица, одна из немногих в городе, сохранила своё название и ни разу не переименовывалась.

## История
Пышминская улица проходила с запада на восток между современными улицами Мамина-Сибиряка и Восточная, являлась одной из улиц северо-восточной окраины дореволюционного Екатеринбурга. Была намечена генеральным планом города 1804 года, но застройка по улице стала формироваться только во второй половине XIX века. Название Пышминская впервые зафиксирована на плане 1880 года, выполненном Е. Н. Коротковым. В 1887 году по улице было отмечено три домовладения: «пустопорожнее место», принадлежавшее наследникам М. Чиркина; усадьба унтер-офицера Ф. Я. Допина в составе одноэтажного дома на углу с Васенцовской улицей (сейчас улица Луначарского); дом мещанки Феоктисты Романчуговой. Усадьбу Чиркиных № 36 по Васенцовской улице в конце XIX века купил жандармский унтер-офицер Михаил Матвеевич Репа. Протяжённость улица составляла примерно 400 м.
В советскую эпоху Пышминская улица была застроена многоэтажными жилыми домами. В 1960-х годах весь жилой район, в котором находилась улица, был полностью реконструирован и улица перестала существовать, растворившись в пространстве жилой застройки. Выход на улицу Луначарского перекрыло здание Технологического НИИ.